# Paullinia sternii
Paullinia sternii là một loài thực vật có hoa trong họ Bồ hòn. Loài này được Croat mô tả khoa học đầu tiên năm 1976.

## Một số tên gọi khác
- Paullinia sternii
- Stern's Paullinia
- Stern's Tree

## Đặc điểm
Paullinia Sternii là một loài cây bụi cao đến 5 mét và có lá 3 lá mọc xen kẽ. Hoa nhỏ màu trắng xếp thành chùm. Quả có hình cầu, màu vàng nâu. Hạt nhỏ và có màu đen. Cây con nhỏ và có một cặp lá.

## Phân bổ
Paullinia Sternii có thể được tìm thấy ở Nam Mỹ, từ Colombia đến Bolivia.

## Công dụng và lợi ích
Paullinia Sternii được sử dụng làm cây cảnh trong vườn và dùng làm hàng rào. Nó có khả năng chịu hạn cao nên có thể được sử dụng trong việc thiết kế cảnh quan khô hạn Xeriscaping. Nó cũng có khả năng chịu mặn cao và có thể được sử dụng để chống xói mòn ở các vùng ven biển.